# Рунне
Рунне (норв. Runde) — остров на территории коммуны Херёй фюльке Мёре-ог-Ромсдал, Норвегия. Население острова составляет 102 человека (ноябрь 2011), он соединён мостом Рунне с островом Ремёй на юге.
Рунне известен огромным количеством птиц. По разным подсчётам, насчитывается от 500 до 700 тысяч морских птиц, населяющих остров, большинство из которых проживают на скалах. На острове существует научно-исследовательская станция, она называется Экологический центр Рунне (норв. Runde Miljøsenter).
Остров расположен на западном побережье Норвегии, недалеко от таких городов и деревень, как Фоснавог, Ульстейнвик, Волда, Эрста и Олесунн. Эта часть Норвегии известна своими протяжёнными фьордами и отвесными, заснеженными горами.

## История
На протяжении многих лет у норвежского побережья близ Рунне затонуло несколько кораблей. Некоторые из них — это корабли из Нидерландов и Испании, гружённые золотом и серебром.

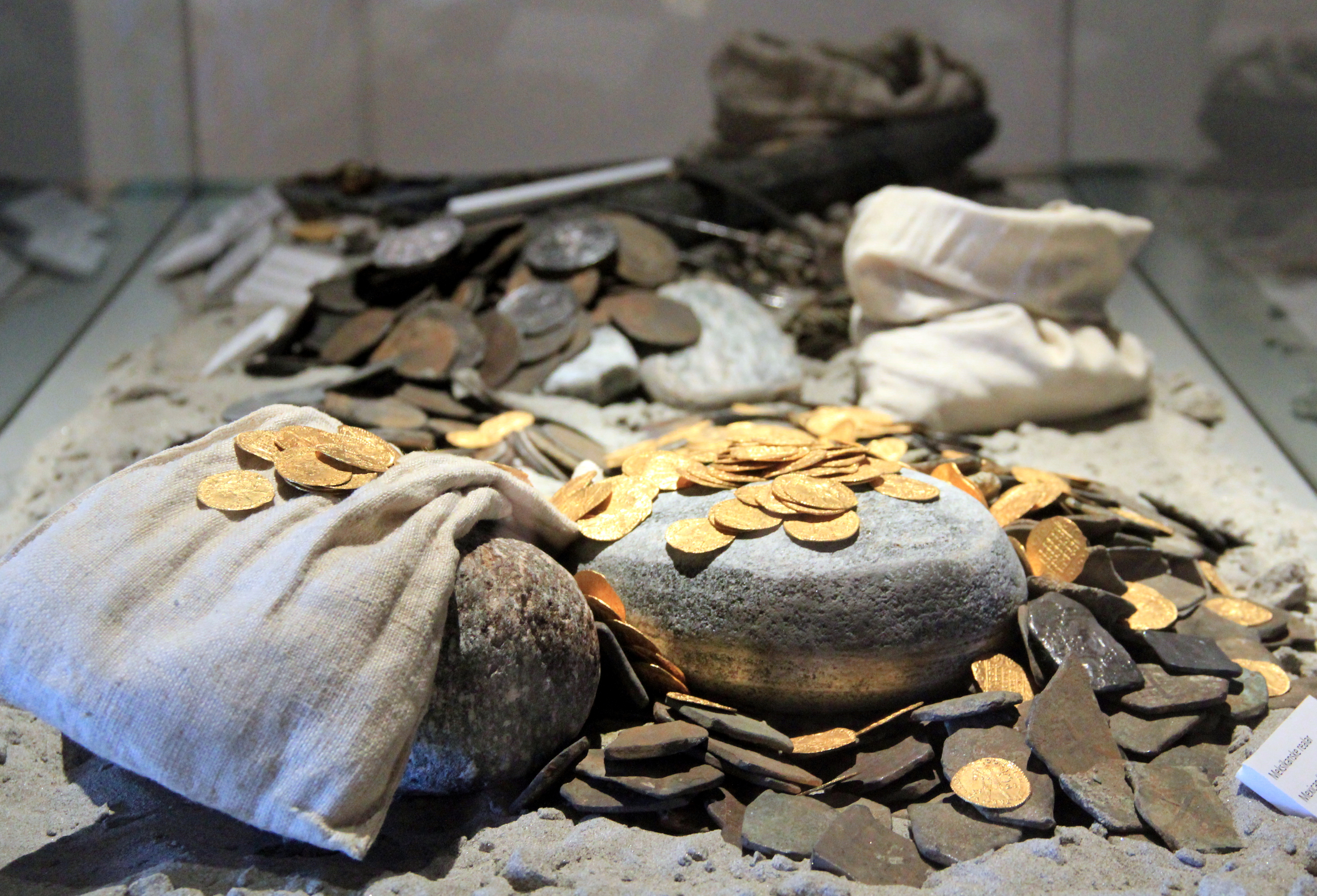
Часть найденных сокровищ

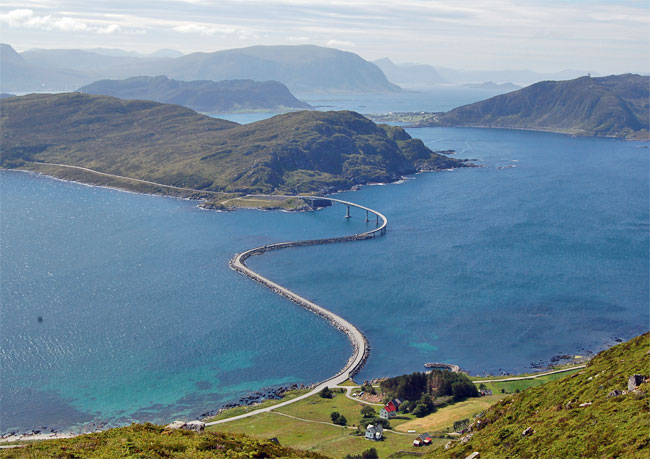
Мост Рунне

### Акерендам
Один из затонувших голландских кораблей, Акерендам (Akerendam), был построен и спущен на воду на острове Тексел в Нидерландах 19 января 1725 года. Акерендам был частью Голландского торгового флота и направлялся к Батавии (Индонезия). Он перевозил золотые и серебряные монеты для торговли специями на Дальнем Востоке. Корабль попал в шторм в Северном море и исчез в северном направлении. Затонул он на северной стороне вблизи острова Рунне, вся команда из 200 человек погибла. Вскоре жители острова начали находить части корабля, а также погибших людей, которых выбрасывало на берег.
Место крушения находилось близко к берегу, и летом 1725 года было поднято четыре сундука и другие части груза. Но когда поиски закончились, остов корабля был забыт. В течение XIX века местные жители часто находили монеты на берегу, но их происхождение к тому времени было забыто и считалось, что это монеты от Испанской армады XVI века.
Остов был вновь обнаружен в 1972 году спортсменами-аквалангистами из Швеции и Норвегии. Под водорослями морского дна песчаное дно было усеяно монетами. На следующий год место было исследовано сотрудниками музея Sjøfartsmuseum, расположенного в Бергене. От корабля осталось мало, однако было поднято более 500 кг золота и серебра. Всего было найдено 57 000 монет; 6600 из них золотых, в основном редкие нидерландские золотые дукаты 1724 года, отчеканенные в Утрехте. Найденные сокровища хранятся в музеях Бергена и Осло.
Искателям было разрешено оставить себе две трети сокровищ, которые позже были проданы по всему миру. Золотые дукаты из Утрехта оцениваются от $750 до $1000, в зависимости от сохранности. Норвегия и Нидерланды получили по 25 % и 7 % сокровищ соответственно. Это событие позже инициировало новый закон, автоматически защищающий все затонувшие более 100 лет назад судна в Норвегии.

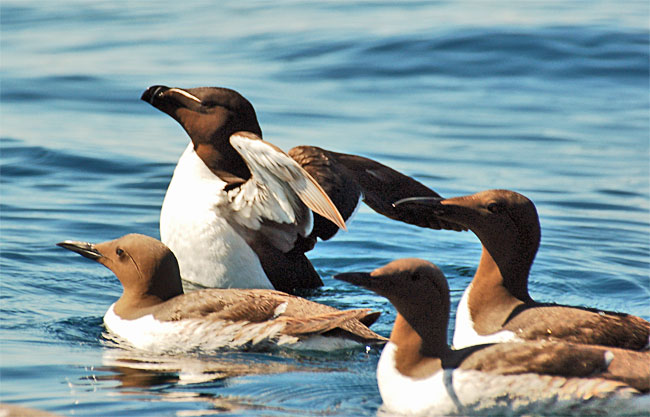
Гагарка близ острова Рунне

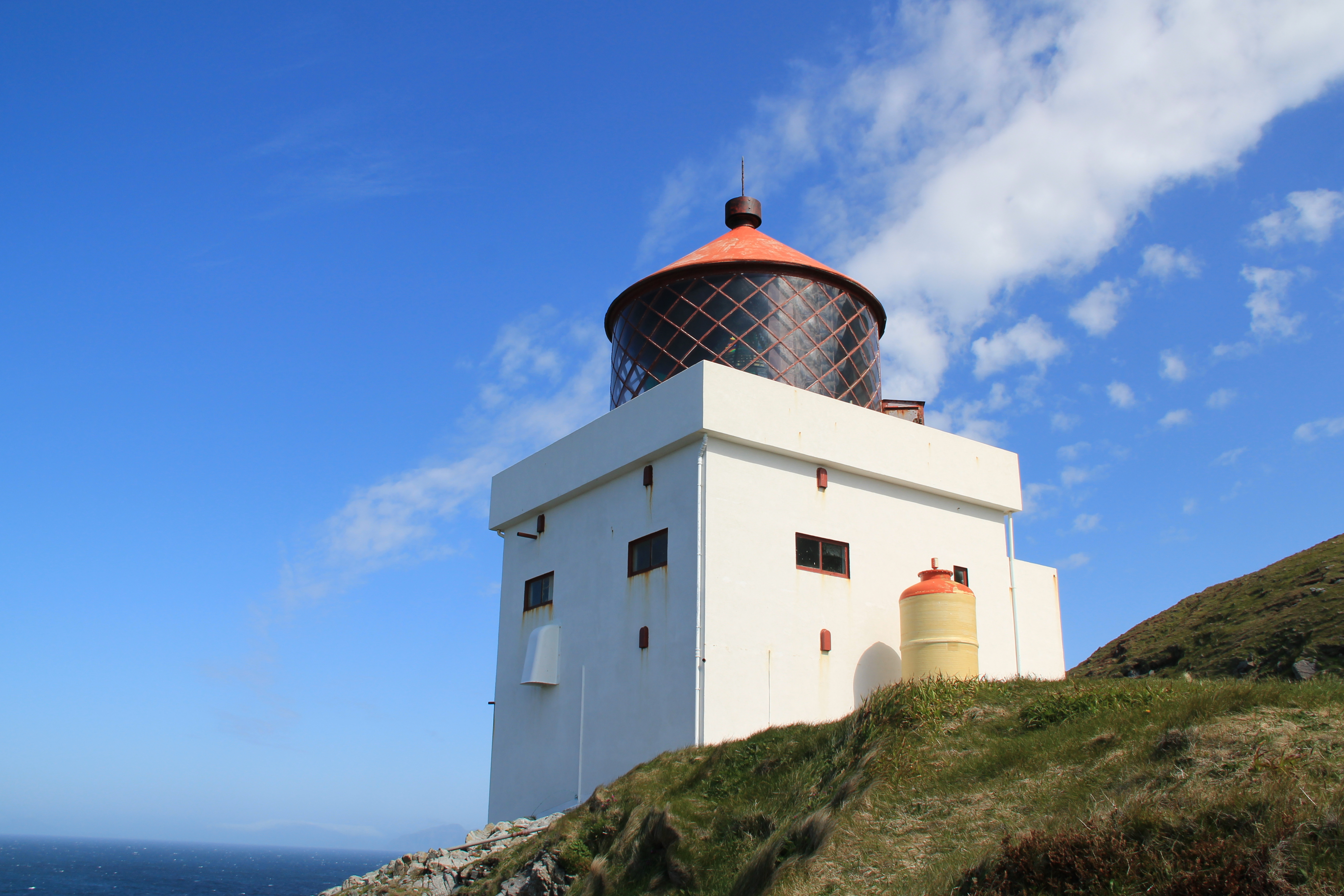
Маяк на острове

## Экологический центр Рунне
Экологический центр острова Рунне является научно-исследовательской станцией на острове Рунне. Станция имеет несколько направлений деятельности: морская станция, информационный центр, место проведения конференций. У центра также имеется собственный отель. В 2008 году на базе центра был основан туристический офис острова.

## Птицы острова
| Птица               | Число пар |
| ------------------- | --------- |
| Атлантический тупик | 100000    |
| Обыкновенная моевка | 50000     |
| Тонкоклювая кайра   | 8000      |
| Глупыши             | 5500      |
| Гагарка             | 3000      |
| Северная олуша      | 2500      |
| Хохлатый баклан     | 1500      |
| Большой поморник    | 50        |
| Орлан-белохвост     | 20        |